# Харьковский электротехнический завод
Харьковский электротехнический завод «Укрэлектромаш» (ХЭЛЗ) — украинская компания. 

Полное наименование — Публичное акционерное общество «Харьковский электротехнический завод „Укрэлектромаш“». 

Входит в состав Индустриальной группы УПЭК
Расположен в Харькове.

## История
Компания основана в 1932 году на базе механического завода «Оружейник»: в начале 30 годов XX века на Искринской улице, там, где теперь находится ХЭЛЗ, размещались небольшие мастерские. В 1931 году их территория и постройки были переданы в ведение ГПУ УССР. Так появились оружейно-механические мастерские «Оружейник», где изготавливались самые разнообразные изделия — от охотничьих ружей до арифмометров. 

В 1932 году начал вырисовываться профиль будущего завода: был создан цех по изготовлению небольших электродвигателей серии"И".
Большим событием на предприятии стала организация чугунолитейного цеха. Он разместился в неприспособленном помещении, где действовала одна вагранка, выпускавшая литье для корпусов и щитов электродвигателей. Был и цех товаров широкого потребления — бондарный, который приносил заводу немалые по тем временам средства, необходимые для развития предприятия, наращивания производства основной продукции.
В 1934 году предприятие было преобразовано в механический завод НКВД УССР, был освоен выпуск новых изделий: электродвигателей типа И-10 и И-11, арифмометров типа «Динамо» и шайб Гровера. 

15 декабря 1935 года газета «Харьковский рабочий» писала: «Полтора миллиона рублей золотом мы платили ежегодно американским фирмам за шайбы Гровера. Взглянув на такую шайбу, иной пожмет плечами: за что платили золотом? Неужели трудно овладеть производством такой мелочи? Оказывается нелегко. Лишь механический завод НКВД научился в СССР производить шайбы Гровера».
В годы второй пятилетки завод активно поддержал Стахановское движение. Накануне предстоящей стахановской вахты комсомольцы завода остались после работы в цехе подготовить все необходимое для ударной работы. А утром за два часа выполнили дневную норму. А результат стахановского дня — 380 процентов выработки!
По инициативе рабочих на предприятии был создан духовой оркестр — один из лучших в городе. Большой популярностью пользовался заводской джаз-оркестр. Комсомольцы завода установили связь с Николаем Островским, прикованным к постели тяжелой болезнью. И сегодня в Государственном литературно-мемориальном музее Н. Островского в Сочи хранится винтовка, подаренная в 1935 году писателю комсомольцами Харьковского механического завода. На винтовке — надпись: «Пламенному борцу за социализм винтовкой и пером Н. Островскому от КСМ организации мех. завода НКВД УССР, г. Харьков, 24.XI. 1935 г.».
21 декабря 1937 года Харьковский механический завод был передан в ведение НК машиностроения СССР. 

В 1938 году предприятие переименовали в Харьковский электротехнический завод — ХЭЛ3.
В начале войны завод перешел на выпуск оборонной продукции — электрооборудования для танков, корпусов артиллерийских снарядов, приспособлений для мин и других изделий. В конце октября 1941 завод был эвакуирован на восток страны в Прокопьевск. На базе цехов ХЭМЗ был образован завод «Электромашина». До освобождения Харькова ХЭЛЗ не работал.
В августе 1943 года завод представлял собой руины. Но вот на пепелище появились люди и стали разбирать завалы. Кое-как удалось восстановить токарный станок, но не было оснастки, отсутствовала электроэнергия, единственный станок приходилось вращать вручную… 

В ноябре 1943 года по приказу Народного Комиссариата электротехнической промышленности ХЭЛЗ получил первое послевоенное задание по выпуску малых электрических машин.
Разбирая завалы, рабочие обнаружили два электродвигателя модели THГ-41. Их выпуск осваивался перед войной, чертежи были утеряны. Решили по найденным образцам начать серийный выпуск. Страна начала получать первые послевоенные харьковские электродвигатели.
К 1955 году завод должен был освоить массовое производство электродвигателей первой всесоюзной единой серии АЛ-3 в силуминовой оболочке различных типов и серийное производство первой всесоюзной серии электродвигателей А-4 в чугунной оболочке мощностью 1,7—4,5 киловатта.
В 1950—1960 годы на ХЭЛЗе было изготовлено и внедрено свыше 110 единиц различного оборудования и средств механизации: волочильный стан для протяжки стальной проволоки, агрегатно-сверлильные станки для одновременной сверловки всех отверстий в щитах электродвигателей, кокильные станки для цветного литья, станки для алмазной заточки инструмента, статороизолировочные станки, полуавтоматы для обработки коробок выводов электродвигателей и другие. 

В эти годы завод работал под лозунгом «Впервые». Впервые в СССР ХЭЛЗ внедрил в производство всесоюзную серию электродвигателей серии А. Первым в отрасли на предприятии начато изготовление моторов, предназначенных для экспорта в страны с тропическим климатом. Одним из первых в Харькове ХЭЛЗ перешел на семичасовый рабочий день. При этом производительность труда на заводе возросла на 12,4 %!
В 1959—1960 годах ХЭЛЗ принял участие в международных выставках в Венгерской Народной Республике и Монгольской Народной Республике. Двигатели завода работали на атомоходе «Ленин», рыболовецкой флотилии «Советская Украина», на теплоходах «Грузия», «Эстония». Продукция завода поставлялась в 26 стран мира.
В 1963 году было создано Специальное конструкторское бюро электродвигателей — СКБЭД. В этом же году ХЭЛЗ первым среди украинских предприятий начал серийный выпуск бытовых электронасосов. Сегодня каждый третий насос, выпущенный на Украине, сделан на ХЭЛЗе, а популярность электронасоса БЦ 1.1 («Водограй-Харьков») достойна «Книги рекордов Украины»: с конвейера ХЭЛЗа сошло 3 100 000 штук насосов БЦ 1.1
В 1975 году на предприятии созданы информационно-вычислительный центр и автоматизированная система управления производством.
В 1975 году на базе ХЭЛЗа было создано производственное объединение «Укрэлектромаш». В него, кроме ХЭЛЗа, вошли Полтавский электромеханический завод «Электромотор», Днепропетровский электромеханический завод и СКБ электродвигателей.
В 80-е годы была разработана серия электродвигателей АИ (асинхронные интернациональные) в рамках программы «Интерэлектро». Опытная партия электродвигателей серии АИ-80 выпущена в конце 1983 года.
В начале 80-х годов конструкторы разработали и внедрили в производство электродвигатели для привода высокопроизводительных дождевальных машин типа «Кубань». Кроме того, хэлзовцы создали корморезку с электродвигателем для индивидуального пользования. В 1985 году были изготовлены первые 100 корморезок.
В 2001 году ХЭЛЗ вошел в состав Украинской промышленной энергетической компании (УПЭК).
В 2002 году продукция завода была сертифицирована в соответствии со стандартом «ISO 9001:2000».
В 2003 году предприятие зарегистрировало собственную торговую марку HELZ.
В 2008—2010 гг. на ХЭЛЗ, как и на всех предприятиях Индустриальной группы УПЭК, внедрена комплексная система автоматизации.
С 2011 года — предприятие преобразовано в публичное акционерное общество.

## Собственники и руководство
Владелец компании: Индустриальная группа УПЭК

## Деятельность

### Специализация
ХЭЛЗ выпускает более 5 тыс. конструктивных, электрических, климатических и монтажных видов электродвигателей для всех отраслей промышленности и аграрного комплекса, а также широкий ассортимент электронасосов.
Еще одно важное направление деятельности предприятия — производство широкого ассортимента электронасосов с различной областью применения. Среди них поверхностные центробежные, погружные дренажные, скважинные насосы и автоматические насосные установки на базе струйно-центробежных насосов. Предприятие также выпускает насосы совместного производства с ведущим европейским производителем.
Продукция предприятия востребована практически во всех отраслях промышленности и аграрного сектора и применяется в металлургии, станкостроении, атомной энергетике, строительстве, в легкой, пищевой промышленности, а также в сельскохозяйственном производстве.

### Производственные мощности
Предприятие имеет производственный цикл, который включает штамповочное, литейное, механическое, обмоточное, сборочное, окрасочное, испытательное и упаковочное производство. 

Собственный инструментальный участок обеспечивает ремонт и обслуживание технологической оснастки: штампов, пресс-форм, специального режущего и измерительного инструмента и приспособлений. Изготовление сложной технологической оснастки отдано на аутсорсинг специализированным предприятиям. 

Производственный цикл начинается в заготовительных цехах. В штамповочно-обмоточном цехе изготавливается статор и ротор электродвигателя. Цех оборудован прессами для штамповки листов магнитопровода, скобировочными полуавтоматами для сборки сердечника статора. В цехе работают линии для механизированной намотки и станки для автоматической пропитки статора.
В цехе цветного литья работают машины для литья под давлением, на которых изготавливаются отливки массой до 10 кг. Механосборочный цех оборудован автоматическими линиями для механической обработки вала, ротора, токарными станками с числовым программным управлением.
Производственные мощности завода — около 50 тыс. электротехнических изделий в месяц.

### Разработка и совершенствование продуктов
Разработкой новых продуктов для ХЭЛЗ занимается Специальное конструкторское бюро (СКБ) «Укрэлектромаш».
АО "Специальное конструкторское бюро электродвигателей (СКБ) «Укрэлектромаш», входящее в Индустриальную группу УПЭК, — ведущий на Украине разработчик общепромышленных и специальных электродвигателей малых и средних высот. Основано в 1963 г. 

Специальные электродвигатели СКБ используются в системах жизнеобеспечения морских судов, железнодорожных локомотивов, атомных электростанций — в том числе работающих в экстремальных климатических условиях. Электродвигатели СКБ «Укрэлектромаш» работают в 40 странах мира. СКБ оснащено необходимым испытательным и стендовым оборудованием, имеет собственное опытное производство. При проектировании и разработке используются современные CAD-программы, Pro/ENGINEER, комплекс расчетных программ «Спрут».

### Показатели деятельности
Чистый доход ПуАО «Харьковский электротехнический завод „Укрэлектромаш“» в 2010 году составил 77,818 млн грн., что на 9 % выше соответствующего показателя 2009 года. Предприятие показывает стабильный, хоть и небольшой рост продаж.
По итогам периода завод зафиксировал убыток в сумме 9,652 млн грн. (прошлый год завод закончил с убытком 8,659 млн грн.).